# De strategie van de spanrupsvlinder
De strategie van de spanrupsvlinder is het negende deel van de samoerai-stripreeks Kogaratsu van de Belgische stripauteurs Bosse (Serge Bosmans) en Marc Michetz. Het stripalbum verscheen in 2000 met harde en zachte kaft in de collectie spotlight van uitgeverij Dupuis.

## Verhaal
In een gevecht met een tegenstander breekt het lemmet van Kogaratsu's zwaard. Vervolgens verschijnt er een mysterieze man met een parasol die mensen doden als hoogste doel beschouwt. Daarom wil hij ook Kogaratsu doden, maar dan moet deze wel over een zwaard beschikken. 